# Ротенбах (Рейнланд-Пфальц)
Ротенбах (нім. Rothenbach) — громада в Німеччині, розташована в землі Рейнланд-Пфальц. Входить до складу району Вестервальд. Складова частина об'єднання громад Вестербург.
Площа — 6,72 км2. Населення становить 897 ос. (станом на 31 грудня 2020).